# Chongichthys dentatus
Chongichthys dentatus è un pesce osseo estinto, appartenente ai crossognatiformi. Visse nel Giurassico superiore (Oxfordiano, circa 160 milioni di anni fa) e i suoi resti fossili sono stati ritrovati in Cile.

## Descrizione
Di piccole dimensioni, questo pesce possedeva un corpo relativamente slanciato e munito di una grossa testa; le dimensioni massime erano di circa 25 centimetri di lunghezza. In generale, la forma del corpo ricordava vagamente quella di una sardina. Il tetto cranico era liscio, con un paio di ossa postparietali suturate lungo la linea mediana e un sopraoccipitale piccolo e quasi triangolare. La pinna dorsale era triangolare e di medie dimensioni, ed era posizionata a metà del dorso. Le ossa sopraneurali erano grandi e gli epineurali erano fusi agli archi neurali. Erano presenti costole sui primi centri addominali e vi era un allargamento notevole delle ultime costole pleurali. 

## Classificazione
Chongichthys dentatus venne descritto per la prima volta nel 1982, sulla base di fossili ritrovati nella zona di Domeyko a sud-est di Antofagasta, in Cile. Inizialmente questo pesce era considerato molto distinto da altri pesci del Giurassico cileno, come Domeykos e Varasichthys, e venne classificato come Teleostei incertae sedis. Una revisione dei pesci ossei cileni, tuttavia, ha messo in luce alcune caratteristiche tipiche dei crossognatiformi (tra cui Domeykos e Varasichthys) e attualmente Chongichthys è considerato il più basale membro di questo gruppo, insieme all'europeo Bavarichthys, di poco posteriore. 